# Apatura media
Apatura media är en fjärilsart som beskrevs av Charles Oberthür 1912. Apatura media ingår i släktet Apatura och familjen praktfjärilar. Inga underarter finns listade i Catalogue of Life.